# James Morrison (mutin)
Pour les articles homonymes, voir James Morrison et Morrison.
James Morrison (1760-1er février 1807) est un marin britannique, qui prit part à la mutinerie de la Bounty où il servait en tant que second maître d'équipage.

## Biographie
Fils d'un négociant de Stornoway, il s'engage dans la Royal Navy en 1778.
Il embarque sur la Bounty dès 1786 comme maître-canonnier mais n'en assume pas les fonctions, le poste étant déjà pourvu. Il est ainsi nommé second-maître, ce qui lui donne les responsabilités d'un officier.
Lorsque la mutinerie éclate, les mutins vont le considérer comme tiède, ce qui explique pourquoi il est laissé à terre à Tahiti lorsque Fletcher Christian partira avec ses fidèles pour une île où se cacher. Morrison et ses quinze compagnons vont ainsi vivre dix-neuf mois sur l'île. Pendant ce temps, ils vont construire un navire pour se rendre à Batavia. Alors que celui-ci est terminé, ils aperçoivent la Pandora. La plupart se considérant comme hors-la-loi malgré eux, se rendent à bord. Ils y sont immédiatement mis au fer sans être entendus.
Morrison y emporte son Journal qu'il va compléter pendant son emprisonnement.
À Batavia, Morrison est condamné à mort. Puis, gracié, il sera réintégré dans la Royal Navy où il fera une carrière honorable. Il meurt dans le naufrage de son bâtiment en 1807.

### LeJournal
Saisi par le commandant de la Pandora, il est sauvé avec les documents du bord lors du naufrage du navire. À Portsmouth où Morrison est emprisonné, il lui est rendu. Celui-ci va alors le compléter et l'enrichir.
Morrison l'écrit comme un testament d'un homme promis à la pendaison qui veut faire connaître la vérité et s’expliquer. En parallèle, cherchant à faire œuvre utile, il écrit un autre texte qui se révèle être un véritable travail d'ethnologue. Il y raconte en effet l'histoire de la famille de Tu (se prononce « tou » en tahitien et signifie "défendre, le défenseur", "se tenir droit"]) sur une île privée de la Polynésie française.
Morrison reçoit dans sa prison les visites régulières d'un pasteur aumônier. Les deux hommes prévoient de faire publier le texte mais, craignant d'indisposer les juges, ne le font pas. Morrison confie alors son manuscrit à son compagnon de cellule Peter Heywood.
Lorsque Morrison meurt en 1807, le manuscrit est encore chez Heywood. Il se transmet alors de génération en génération avant d'être déposé à la State Library of New South Wales Sydney où il est retrouvé en 1930 par Owen Rutter qui se charge de sa publication.
Traduit en français en 1966 par la Société des océanistes, il est alors publié dans la Publication de la Société. En 2015, il est réédité aux éditions Omnibus par Dominique Le Brun dans le volume La Vérité sur la Bounty.